# Euxoa ochrea
Euxoa ochrea är en fjärilsart som beskrevs av Tutt 1892. Euxoa ochrea ingår i släktet Euxoa och familjen nattflyn. Inga underarter finns listade i Catalogue of Life.